# Transports en Italie

Réseau d'autoroutes en Italie

Cet article présente diverses informations sur les infrastructures de transport en Italie.

## Chemins de fer
- total : 19 394 km, y compris Sardaigne et Sicile.
- à voie normale (1,435 m) : 18 071 km ; dont 16 014 km exploités par les Ferrovie dello Stato (11 322 km électrifiés)
- à voie métrique : 112 km (112 km électrifiés) ;
- à voie étroite (0,950 m) : 1 211 km (153 km électrifiés) (1998)

Trenitalia SpA est l'entreprise ferroviaire (fret et voyageurs) du groupe FS.

## Villes dotées d'un réseau de métro
- Milan, Rome, Turin (VAL Véhicule automatique léger) , Naples, Gênes, Palerme, Catane, Brescia.

## Villes dotées d'un réseau de tramway
- Cagliari, Florence, Gênes, Gênes-Caselle, Messine, Milan, Naples, Naples-Sorrente, Padoue, Rome, Soprabolzano, Turin, Trento-Malé, Trieste, Palerme.

## Routes
- total: 654 676 km
- revêtues : 654 676 km (dont 6957 km d'autoroutes)
- non revêtues : 0 km (1998)

## Voies navigables
2 400 km de différents types. Une seule voie d'importance, le Pô.
Un cas particulier : Venise, ville dont presque tous les transports publics se font sur l'eau par « vaporettos », sortes de coches d'eau. 

### Lacs navigables
- Lac Majeur, lac de Garde, lac de Côme, Lac d'Iseo.

## Ports
Augusta (Sicile), Bagnoli, Bari, Brindisi, Gela, Gênes, La Spezia, Livourne, Milazzo, Naples, Porto Foxi, Porto Torres (Sardaigne), Salerne, Savone, Tarente, Trieste, Mestre-Venise.

## Marine marchande
- total : 427 navires (de 1000 tonneaux ou plus de jauge brute) totalisant 6 971 578 tonneaux (9 635 770 tonnes de port en lourd).
- Navires par catégories : vraquiers 41, cargos 45, chimiquiers 73, minéraliers 2, porte-conteneurs 20, gaz liquéfiés 38, transport de bétail 1, Transporteur polyvalent 1, passagers 6, pétroliers 87, navires rouliers 58, short-sea passenger 26, citerniers spécialisés 13, transports de véhicules 16 (1999)

## Aéroport

### Aéroports - avec pistes en dur
- total : 97
- de plus de 3000 m : 5 : Aéroport de Milan Malpensa (Milan/Varèse), Aéroport de Milan Linate (Milan), Aéroport Léonard-de-Vinci de Rome Fiumicino (Rome), Aéroport de Venise Marco Polo, Aéroport de Palerme, Aéroport de Gênes "Cristoforo Colombo", Aéroport de Turin-Caselle, et d'autres encore.
- de 2500 à 3000 m : 33
- de 1500 à 2500 m : 16
- de 1000 à 1500 m : 31
- de moins de 1000 m : 12 (1999)

### Aéroports - avec pistes en terre
- total : 39
- de 1500 à 2500 m : 2
- de 1000 à 1500 m : 19
- de moins de 1000 m : 18 (1999)

## Conduites
- oléoducs : brut 1 703 km ; produits raffinés 2 148 km ;
- gazoducs : 19 400 km.